# سانت (موسيقي)
سانت (بالإنجليزية: Saint)‏ هو موسيقي غامبي، ولد في 8 فبراير 1997 في سيريكوندا في غامبيا.